# Snijne (Crimea)
|  | Per a altres significats, vegeu «Snéjnoie». |

Snijne (en ucraïnès: Сніжне, rus: Снежное, Snéjnoie) és un poble de la República Autònoma de Crimea a Ucraïna, que el 2014 tenia 83 habitants. Pertany al districte de Txornomórske. Fins al 1948 la vila es deia Karlav Russki.